# NK Poljoprivrednik Kapela Podravska
NK Poljovprivrednik je nogometni klub iz Kapele Podravske.
Trenutačno se natječe u 2. liga NS Ludbreg.